# Marian Sandu
Marian Sandu (Ploiești, 5 de mayo de 1972) es un deportista rumano que compitió en lucha grecorromana. Ganó una medalla de plata en el Campeonato Mundial de Lucha de 1998 y nueve medallas en el Campeonato Europeo de Lucha entre los años 1991 y 2003.
Participó en cuatro Juegos Olímpicos de Verano, ocupando el sexto lugar en Barcelona 1992, el 15.º lugar en Atlanta 1996, el 13.º en Sídney 2000 y el 11.º en Atenas 2004.

## Palmarés internacional
| Campeonato Mundial | Campeonato Mundial             | Campeonato Mundial | Campeonato Mundial |
| Año                | Lugar                          | Medalla            | Categoría          |
| ------------------ | ------------------------------ | ------------------ | ------------------ |
| 1998               | Gävle (Suecia)                 | Medalla de plata   | 54 kg              |
| Campeonato Europeo |                                |                    |                    |
| Año                | Lugar                          | Medalla            | Categoría          |
| 1991               | Aschaffenburg (Alemania)       | Medalla de plata   | 57 kg              |
| 1992               | Copenhague (Dinamarca)         | Medalla de plata   | 57 kg              |
| 1993               | Estambul (Turquía)             | Medalla de bronce  | 57 kg              |
| 1994               | Atenas (Grecia)                | Medalla de bronce  | 57 kg              |
| 1996               | Budapest (Hungría)             | Medalla de plata   | 57 kg              |
| 1998               | Minsk (Bielorrusia)            | Medalla de bronce  | 54 kg              |
| 2000               | Moscú (Rusia)                  | Medalla de oro     | 54 kg              |
| 2001               | Estambul (Turquía)             | Medalla de bronce  | 58 kg              |
| 2003               | Belgrado (Serbia y Montenegro) | Medalla de oro     | 55 kg              |